# Queijo semiduro
Os queijos semiduros são queijos com período médio de maturação, apresentando assim um maior teor de umidade, textura tenra e sabor mais suave. São originários de diversos países, sendo consumidos em boa parte do mundo.

## Principais Queijos
- Edam (Queijo)
- Emmental
- Gouda (queijo)
- Jarlsberg
- Provolone
- Queijo bola
- Tilsit (queijo)